# Francisco Tárrega
Francisco de Asís Tárrega y Eixea, född 21 november 1852 i Vila-real i Valencia, död 15 december 1909 i Barcelona, var en inflytelserik spansk kompositör och gitarrist, för de breda massorna mest känd som mannen bakom Nokias klassiska ringsignal ("Gran vals", komponerad 1902). Han omnämns ofta som fadern till det moderna spelandet av klassisk gitarr, eftersom han utvecklade tremolotekniken med sin "Recuerdos de la Alhambra".
Asteroiden 5058 Tarrega är uppkallad efter honom.